# DO!ASA
DO!ASA（ド!アサ）は、山口放送ラジオで毎週土曜 9:00 - 12:00まで放送されていた生放送の情報番組。

## 概要
1984年4月に土曜いい朝おはようワイド（どよういいあさおはようワイド）として開始。「どあさ」（土朝）は当時からの番組の通称でもあった。当時は平日や日曜にローカル朝ワイドがなかったため、党番組が唯一の朝ワイドであった。1996年3月2日放送分が第33回ギャラクシー賞ラジオ部門選奨受賞。
放送開始から2012年3月は7:00 - 12:00の放送だったが、同年4月に正式番組名が現題名になり、放送時間も9:00 - 12:00に変更となった。
2021年3月27日をもって放送を終了し、37年間の歴史に幕を閉じた。後継番組は『どよーDA!』。

## 出演
メインパーソナリティ
- 渡辺三千彦（番組開始時～番組終了時、メインパーソナリティ就任は2003年ではあるが、それ以前よりレポーターやコーナーMCとして全期間出演していた）
- 山本恭子（2001年～番組終了時）

中継（2007年まではラジオカーのアロー号を使用していた）
- 中村恵理　他

### 過去の出演者
- 井上雪彦（放送開始～1995年、故人）
- 三池孝尚（放送開始～1995年、下松市閼伽井坊住職）
- 池内博子（1995年～2001年）
- マルク・レール（1993年～1999年）
- 吉田治美（1999年～2001年、故人）
- 石川正史（2001年～2003年、OBS大分放送元アナウンサー）

以下はアロー号リポーターとして出演
- 長安智子
- 林美佐
- 中村由香里
- 重岡千晶

## タイムテーブル
番組終了時
- 09:00 オープニング
- 09:06 お台所情報
- 09:10 KRYニュース
- 09:15 土朝スポーツ&ミュージック
- 09:18 やまぐち今朝の動き
- 09:23 道路交通情報
- 09:35 おでかけDOですか?
- 09:40 DO!ASAの今日はDO?
- 09:45 えん歌ほしの地図
- 09:50 気になる映画
- 10:00 KRYニュース・天気予報
- 10:03 道路交通情報
- 10:06 今日この一曲
- 10:10 マルキュウ・アルクこだわり情報
- 10:25 絵本の世界
- 10:40 ラジオショッピング
- 10:50 DO!ASAひざうちクラブ
- 11:00 中国新聞ニュース
- 11:05 道路交通情報
- 11:10 クローズアップDOだい?!
- 11:20 コンピューター星占い
- 11:55 エンディング

2012年3月まで
- 7:00～9:00までは、山本のみ進行。
- 7:00 第1部オープニング
- 7:03 朝一番生電話
- 7:10 ハッピーガーデニング
- 7:25 今朝の朝刊から
- 7:30 山口今朝の動き
- 7:35 道路交通情報
- 7:40 さわやかミュージック
- 7:50 土朝!釣り倶楽部
- 8:00 ウィークリーニュース
- 8:05 道路交通情報
- 8:08 明日は晴れるかな
- 8:16 旅に出ようよ
- 8:31 朝の健康マガジン
- 8:38 （神足裕司の）エネルギー最前線　ミライレポート（中国放送制作）（内包されていた）
- 8:53 お台所情報
- 9:00 第2部オープニング
- ここからは2人で進行。
- 9:05 道路交通情報・天気予報
- 9:10 土朝フォーク村
- 9:18 どんぐりころころ
- 9:25 絵本の世界
- 9:28 気になる映画
- 9:42 えん歌ほしの地図
- 9:50 10時10分前の歌
- 10:00 KRYニュース・天気予報・道路交通情報
- 10:10 マルキュウ・アルクこだわり情報
- 10:15 コンピューター星占い
- 10:40 あなたもアナウンサー
- 11:00 中国新聞ニュース
- 11:05 道路交通情報
- 11:10 ラブリーペット情報
- 11:15 博多座かんげき情報（RKB毎日放送のパーソナリティが電話出演）
- 11:30 土朝のいったもん勝ち!
- 11:50 エネルギアイベントステーション